# Barbus jae
Barbus jae е вид лъчеперка от семейство Шаранови (Cyprinidae). Видът не е застрашен от изчезване.

## Разпространение
Разпространен е в Габон, Демократична република Конго, Екваториална Гвинея и Камерун.

## Описание
На дължина достигат до 3,8 cm.